# Třída Farfadet
Třída Farfadet byla třída ponorek francouzského námořnictva. Celkem byly postaveny čtyři jednotky této třídy. Francouzské námořnictvo je provozovalo v letech 1902–1913.

## Stavba
Celkem byly postaveny čtyři jednotky této třídy. Objednány byly 26. září 1899. Navrhl je Gabriel Maugas. Postavila je loděnice Arsenal de Rochefort v Rochefortu. Stavba byla zahájena roku 1900. Do služby byly přijaty v letech 1902–1903.
Jednotky třídy Farfadet:
| Jméno         | Založení kýlu | Spuštěn           | Vstup do služby | Osud |
| ------------- | ------------- | ----------------- | --------------- | --- |
| Farfadet (Q7) | 1900          | 17. května 1901   | 1901            | Dne 5. července 1905 se potopila v Bizertě. Zemřelo čtrnáct osob. Vyzvednuta a opravena. V září 1909 se vrátila do služby jako Follet. Vyřazena 1913. |
| Korrigan (Q8) | 1900          | 25. ledna 1902    | 1902            | Vyřazena 1906. |
| Gnôme (Q9)    | 1900          | 24. července 1902 | 1903            | Vyřazena 1906. |
| Lutin (Q10)   | 1900          | 12. února 1903    | 1903            | Dne 16. října 1906 se potopila. Vyzvednuta a opravena. Vyřazena 1907.                                                                                 |

## Konstrukce

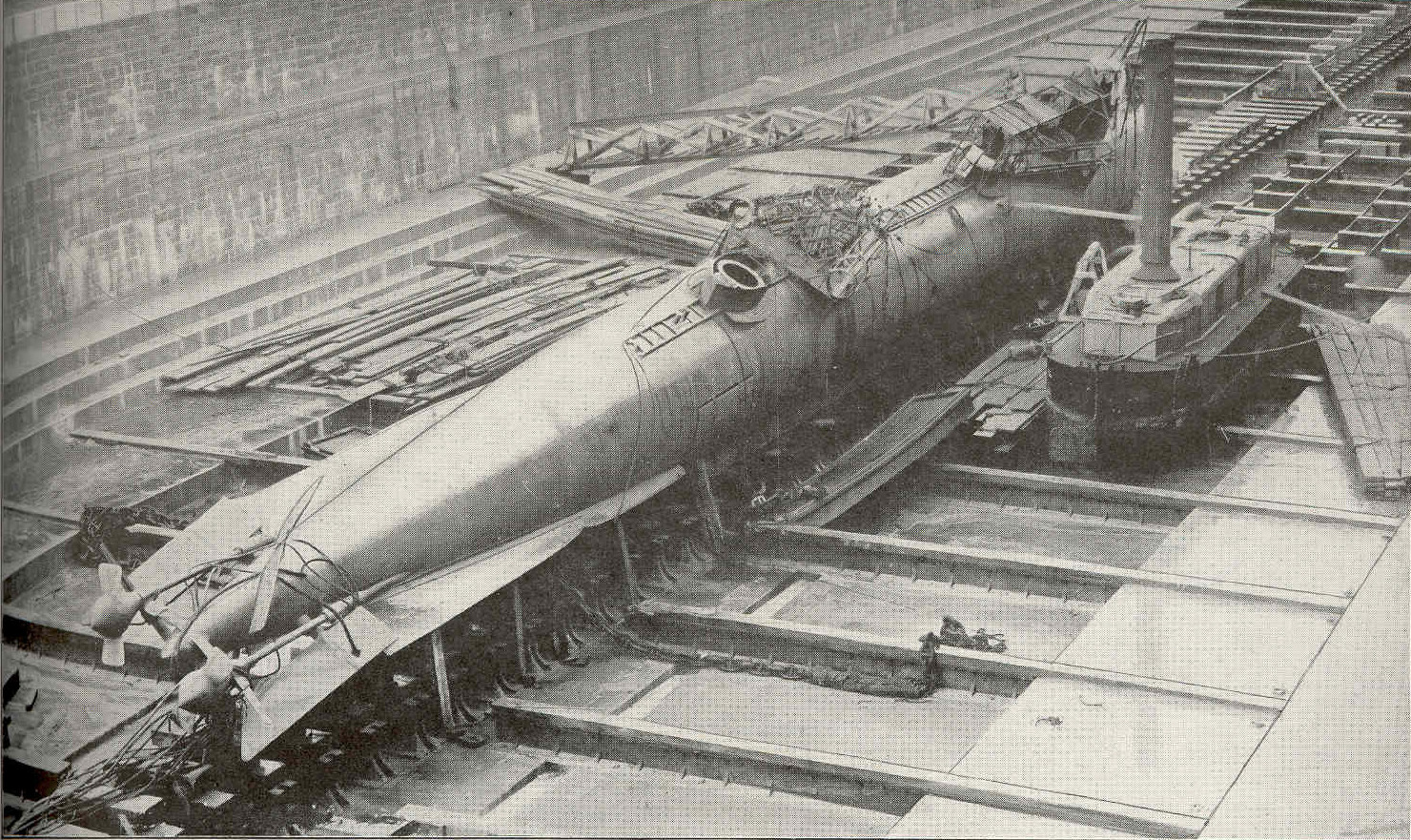
Vyzvednutá ponorka Lutin v doku v Bizertě

Ponorky měly jednoplášťovou koncepci. Nesly čtyři 450mm torpéda. Pohonný systém jeden elektromotor o výkonu 183 hp, pohánějící jeden lodní šroub. Energii čerpal z akumulátorů, které během plavby nebylo možné nabíjet. Nejvyšší rychlost dosahovala 6,1 uzlu na hladině a 4,3 uzlu pod hladinou. Dosah byl 115 námořních mil při rychlosti 5,3 uzlu na hladině a 28 námořních mil při rychlosti 4,3 uzlu pod hladinou. Operační hloubka ponoru dosahovala třicet metrů.